# Burgstall Ebnat
Der Burgstall Ebnat ist eine ehemalige Burganlage bei Ebnat, einem Ortsteil der Gemeinde Neuler im baden-württembergischen Ostalbkreis. Von der Befestigungsanlage haben sich keine oberirdischen Reste erhalten. 

## Lage und Geschichte

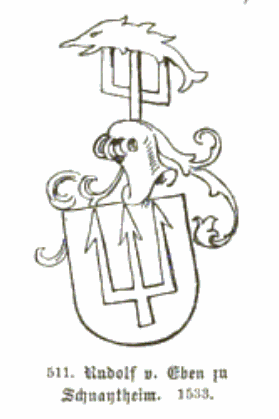
Wappen des Rudolf von Eben (zu Schnaytheim)

Der nach Nordosten halbkreisförmige offene Burgstall befindet sich auf einem Bergsporn zwischen den Ortsteilen Ebnat und Bronnen und ist im Westen, Süden und Osten von Bachläufen umgeben.

Auf der Burg Ebnat saß einst ein Adelsgeschlecht, dass sich von Ebnat nannte. Allerdings war von der Stammburg des Geschlechts bereits im 19. Jahrhundert schon nichts mehr vorhanden. Das Geschlecht scheint daher schon früh erloschen zu sein. Später kam Ebnat in den Besitz der Fürstpropstei Ellwangen. Otto von Alberti brachte die Herren von Ebnat mit dem Geschlecht der Ebner von Ebnet (!) in Verbindung. Ob diese Familie mit den Herren von Ebnat identisch oder verwandt war, muss jedoch wegen einer unzureichenden Quellenlage offen bleiben. Die Familie wohnte später in Schnaitheim, einem Stadtteil von Heidenheim an der Brenz.